# Sayed Abdel Gadir
Sayed Abdel Gadir (arab. سيد عبد القادر; ur. 22 września 1936 w Malakalu) – sudański bokser, olimpijczyk. 
Dwukrotny olimpijczyk. W wadze piórkowej wystąpił na igrzyskach olimpijskich w Rzymie (1960). W 1/16 finału poniósł jednogłośną porażkę na punkty z Brytyjczykiem Philipem Lundgrenem (0-5). Osiem lat później na igrzyskach w Meksyku startował w kategorii lekkiej. W 1/32 finału pokonał na punkty Portorykańczyka Eugenio Febusa, jednak w 1/16 uległ Argentyńczykowi Pedro Agüero, również na punkty. 
W 1962 roku zdobył złoty medal w wadze piórkowej podczas mistrzostw Afryki.